# Veli-dedova mešita
Veli-dedova mešita (bosensky Veli-dedina džamija) byla jedna z nejstarších mešit svého druhu v Bosně a Hercegovině.
Nacházela se v pevnosti nad městem Stolac. Vznikla na kdysi křesťanském poutním místě na počátku 16. století. Mešita byla zbořena v roce 1906, avšak ještě dlouhou dobu poté zde zůstaly části mihrábu – výklenku, k němuž se modlí věřící. Během války došlo ve Stolci k velkým změnám (etnické čistky) a převahu získali nakonec Chorvati, vyznávající katolické náboženství; ti nedaleko místa zbořené mešity umístili kříže, podobně jako například nad Mostarem.